# 文華大訓
《文华大训》，又作《文華殿大訓》，是明宪宗派人主编的一部专门编给太子朱祐樘的丛书。
成化十八年（1482年）十二月，明宪宗以御制《文华大训》二十八卷赐皇太子朱祐樘。《文華殿大訓》列四綱：《進學》、《养德》、《厚伦》、《明治》。其中每一纲的序言都是宪宗亲自所做，所以称为御制。嘉靖八年（1529年），明世宗御制序文颁行。吴道南因按其篇章，前为之序，次为之解，次为之箴，以嘉靖十四年（1535年）正月表上《文华大训箴解》。此本仅存三卷，称为《残本文华大训箴解》。